# Поль Бодуен
Поль Бодуен (фр. Paul Baudouin; 1894 — 11 лютого 1964) — французький державний діяч. Обіймав високі пости в банківській сфері, в 1927—1940 генеральний директор Індокитайського Банку. Прихильник співпраці з Німеччиною. Після поразки Франції і створення уряду Віші 16 червня 1940 зайняв в ньому пост міністра закордонних справ. 28 жовтня його замінив Лаваль.
1 квітня 1946 заарештований французькою поліцією на франко-іспанському кордоні. За звинуваченням у співпраці з нацистами засуджений 3 березня 1947
французьким Вищим судом юстиції в Парижі до 5 років тюремного ув'язнення.